# 潇湘电影集团
潇湘电影集团有限公司（简称潇湘电影集团）成立于1958年，是中国七大国有电影集团之一，前身是潇湘电影制片厂。

## 历史沿革
1958年6月，湖南电影制片厂成立。
1980年，湖南电影制片厂改名为潇湘电影制片厂。
2003年以潇湘电影制片厂为骨干组建潇湘电影集团，由潇湘影视制片公司、潇湘音像出版发行公司等18个子公司和潇湘电影频道等整合而成，为湖南广播影视集团的子集团。

## 代表作品
- 《新龙门客栈》
- 《那山那人那狗》
- 《湘西剿匪记》
- 《毛泽东和他的儿子》
- 《刘少奇的四十四天》
- 《秋收起义》
- 《国歌》
- 《英雄郑成功》
- 《毛泽东在一九二五》
- 《毛泽东去安源》
- 《郑培民》
- 《青藏线》
- 《袁隆平》
- 《辛亥革命》
- 《湘江北去》
- 《毛泽东与齐白石》
- 《半条棉被》
- 《长沙夜生活》

## 产业布局

### 影视创作
潇湘电影集团潇湘电影集团以影视内容创作为主业，逐渐形成了湘派电影独特的创作风格，拍摄了《那山那人那狗》《新龙门客栈》《十八洞村》《半条棉被》《大地颂歌》《袁隆平》《国歌》等300余部电影。

### 媒体传播
湖南电视台潇湘电影频道（简称湖南电影频道），2005年底正式开播，是全国首批六大省级专业电影频道之一，也是广电湘军旗下唯一电影属性的专业频道。通过有线光纤、无线数字、电信IPTV等传输方式，湖南电影频道覆盖湖南全省14个市州，覆盖人口6800万，实现24小时高、标清同步播出。

### 影城院线
潇湘电影集团旗下已建成运营影城28家，分布于湖南、湖北、江西、河南、宁夏、福建6省（自治区），并拥有潇湘国际影城、潇湘青春影城两大品牌。集团旗下潇湘院线在全国21个省级行政区拥有168家加盟影院，银幕800+，座位数100000+。

### 文化地产
潇湘电影集团创新“影视+文旅”发展模式。集团本部潇影大厦位于东塘商圈核心地段，现已有40余家知名企业入驻。潇湘影集以经典电影为主题，拥有一站式吃喝玩乐综合体；打造了湖南首家电影主题文创园——红影文创园。

### 艺术培训
潇湘电影集团旗下达想教育传媒，以“青少年素质教育+成人职业教育“为双核心，专注从事教育事业。其全力打造的潇湘电影集团影视艺术培训学校及潇影直播，已形成青少年艺培、直播职业教育、IP孵化、直播产学研中心为一体的综合性专业教育品牌。